# Квинтет для кларнета и струнных
Квинтет для кларнета и струнных ля мажор, KV 581 ― произведение, написанное Вольфгангом Амадеем Моцартом в 1789 году для Антона Штадлера. Хотя изначально композиция была сочинена для бассет-кларнета, в наше время она обычно исполняется на кларнете in A. В письме, датированном апрелем 1790 года, Моцарт назвал это сочинение «квинтетом Штадлера». Произведение написано для кларнета соло и струнного квартета.

## Первое исполнение
Моцарт указал в своём каталоге, что квинтет был закончен 29 сентября 1789 года. Первое исполнение композиции состоялось на концерте 22 декабря того же года, главным номером программы которого была кантата Винченцо Ригини «Il natale d' Apollo». Работа Моцарта была сыграна между двумя половинами кантаты. Сольную партию кларнета исполнил Штадлер, партию первой скрипки ― Йозеф Цистлер (1744–1794).

## Структура
Работа состоит из четырёх частей и имеет продолжительность около 35 минут.
1. Allegro, ля мажор, 4/4, 197 тактов ― написана в сонатной форме
2. Larghetto, ре мажор, 3/4, 85 тактов
3. Menuetto ― Trio I (в ля миноре) ― Trio II (в ля мажоре), 3/4, 31+41+51 такт
4. Allegretto con variazioni, ля мажор (вариация 3 написана в до мажоре), 2/2. За темой из 16 тактов следуют четыре вариации (три по 16 тактов, одна ― 20 тактов). Затем следуют два независимых раздела: Adagio (21 такт) и Allegro (36 тактов).